# Engelbert Mainzer
Engelbert Mainzer (* 29. Juni 1886 in Rheine, Provinz Westfalen; † 26. Mai 1974 in Aachen) war ein deutscher Landschafts- und Porträtmaler sowie Gebrauchsgrafiker.

## Leben
Mainzer studierte an der Unterrichtsanstalt des Kunstgewerbemuseums Berlin und an der Kunstakademie Düsseldorf. Die dortige akademische Malerei schulte ihn im Sinne der Kunstauffassungen der Düsseldorfer Schule. Als junger Künstler wandte er sich dem Expressionismus zu, dann der Neuen Sachlichkeit, nach 1949 der Abstraktion. Seit 1910 war er in Aachen ansässig, wo er als Zeichenlehrer und Studienrat am Realgymnasium unterrichtete. 1919 gründete er zusammen mit Carl Burger, Wilhelm Kohl und Alfons Letailleur die „Aachener Künstlervereinigung Woge“, die ihre erste Ausstellung im gleichen Jahr im Aachener Reiff-Museum hatte. Ab 1934 wohnte er in einem vom Architekten Hermann Kremers entworfenen eigenen Wohnhaus am Hasselholzer Weg im Aachener Süden, das wegen seiner bemerkenswerten Modernität heute denkmalgeschützt ist. 1952 gründete er mit Karl Fred Dahmen, Carl Schneiders, Franz-Josef Herold (1904–1986) und Fritz Martin (1909–1995) die „Neue Aachener Gruppe“.